# Петроний Пробиан
Петроний Пробиан (на латински: Petronius Probianus) е политик на Римската империя през началото на 4 век.
Произлиза от фамилията Петронии. Той е син на Помпей Проб (консул 310 г.).
Баща е на Фалтония Бетиция Проба, която е римска християнска поетеса, на Петроний Пробин (консул 341 г.) и дядо на Секст Петроний Проб (консул 371 г.).
Пробиан е проконсул на Африка през 315 – 317 г. През 322 г. той става консул заедно с Амний Аниций Юлиан.
През 329 – 331 г. е praefectus urbi.